# Deífobo

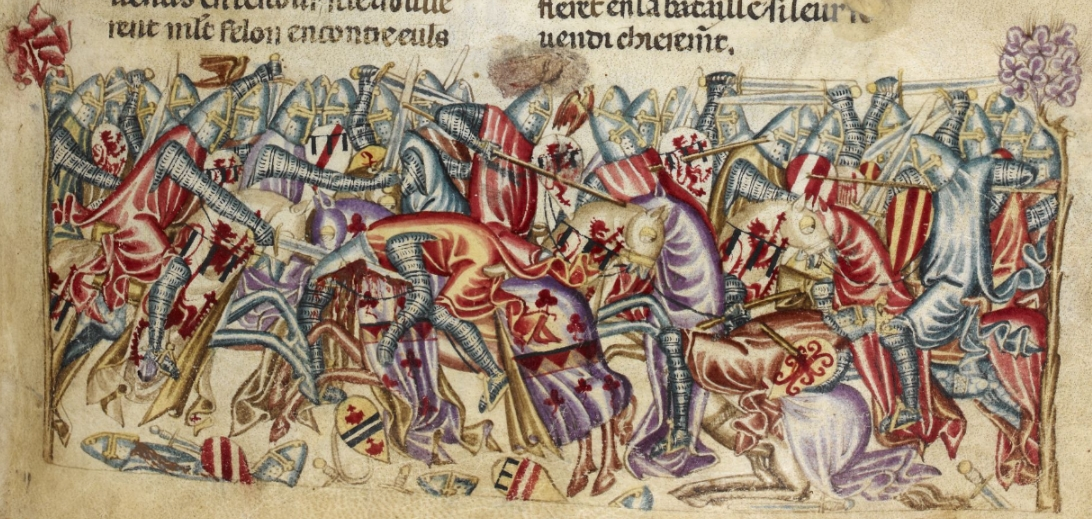
Historia antigua hasta César. Proeza de Deífobo.

En la mitología griega, Deífobo (en griego Δηΐφοβος) es un príncipe troyano, hijo de Príamo y Hécuba, y hermano, entre otros, de Héctor, Paris, Héleno y Casandra.

## Hazañas
En la guerra de Troya es el guerrero troyano más valiente después de Héctor, que lo tiene como su hermano predilecto. Brilla especialmente en el conocido como Combate en la muralla, narrado en el canto XII de la Ilíada. Más adelante, cuando la diosa Atenea quiso perjudicar a Héctor en su pelea con Aquiles, tomó la apariencia de Deífobo.
Tras la muerte de Paris los hermanos Héleno y Deífobo quisieron casarse con su viuda, Helena. Pese a que Héleno era mayor en edad, Príamo apoyó a Deífobo por su comportamiento valeroso en la guerra. Helena se casó con él a la fuerza y, por ello, en la caída de Troya, aprovechando el asalto de Odiseo y Menelao a su casa, mató a Deífobo clavándole una daga en la espalda. Su cadáver fue luego terriblemente mutilado por Menelao.
En la Eneida de Virgilio, Deífobo se presenta a Eneas en el mundo subterráneo con las orejas y la nariz arrancadas,  y le relata la historia de su muerte. Le dice que Helena lo había entregado, desprovisto de cualquier arma, al arbitrio de Menelao y Odiseo. En recuerdo de Deífobo, Eneas erigió más tarde un monumento en el cabo Reteo.

## Menciones

### En laIlíada
- Manda, con Héleno y Asio, el tercero de los cinco cuerpos de ejército troyanos en el Combate en la muralla (XII, 94).
  - En ese combate, evita con su escudo la lanza que le arroja Meríones (XIII, 156-154, 258).
  - También arroja su lanza contra Idomeneo, que logra esquivarla, y termina clavándose en el hígado de Hipsenor (XIII, 402-416).
  - Es retado por Idomeneo, busca ayuda en Eneas, al tratar de herir a Idomeneo mata a Ascálafo, es herido en el brazo por la lanza de Meríones y es sacado del combate por su hermano Polites (XIII, 446-539).
- En otro combate posterior, cuando Aquiles persigue a Héctor y este evita el enfrentamiento corriendo, Atenea toma la figura de Deífobo para convencerle que detenga su carrera y se enfrente a su contrincante, que termina dándole muerte (XXII, 227-246).
- Tras esa muerte, junto a los otros ocho hermanos que aún quedan vivos prepara el carro con el tesoro con que se ha de rescatar el cadáver de Héctor, en poder de Aquiles (XXIV, 251).[7]

### En laOdisea
- Acompañaba a Helena cuando esta fue a ver el caballo de madera, introducido ya en Troya, e, imitando la voz de sus esposas, llamaba melosamente a los griegos que estaban dentro (IV, 276-279).
- En la toma de Troya, Odiseo y Menelao se dirigen a la casa de Deífobo, nuevo marido de Helena, para sostener un sonado combate (VIII, 517-520).[8]

### En laEneida
- En el relato de la caída de Troya, la espaciosa casa de Deífobo es derruida por el fuego (II, 310).
- A la entrada del Tártaro, Eneas divisa a Deífobo, lleno de heridas su cuerpo, sin orejas, sin nariz (VI, 495).
  - Eneas le dice a Deífobo que al conocer su muerte erigió un cenotafio en su honor en el promontorio Reteo (VI, 500-505).
  - Deífobo le contesta agradeciéndoselo, y achaca toda la culpa a Helena, quien escondió todas las armas de la casa esperando la llegada de Menelao y Odiseo (VI 510-529).
  - Deífobo, después de dar orientaciones a Eneas sobre los caminos en torno al Tártaro, se despide y vuelve al inframundo (VI, 544).[9]

### En lasFábulasde Higino
- Antes de la guerra de Troya Deífobo tuvo un conflicto con su hermano Paris, por entonces un pastor desconocido. Este pastor siguió a unos criados de Príamo que se llevaban a la ciudad a su toro preferido para ser entregado como premio en un certamen funerario. Entonces Paris decidió participar en ese certamen y venció a todos los participantes en las pruebas, incluso a sus propios hermanos. Deífobo se indignó y desenvainó su espada contra él, pero Paris se refugió junto al altar de Zeus Herceo, un templo troyano. Su hermana Casandra, profetisa, vaticinó que Paris era hijo de Príamo, y este lo reconoció y lo acogió en su palacio.[10]